# Желти-Бряг
Желти-Бряг (болг. Жълти бряг) — село в Болгарии. Находится в Хасковской области, входит в общину Стамболово. Население составляет 712 человек.

## Политическая ситуация
В местном кметстве Желти-Бряг, в состав которого входит Желти-Бряг, должность кмета (старосты) исполняет Радка Колева Тенева (Болгарская социалистическая партия (БСП)) по результатам выборов.
Кмет (мэр) общины Стамболово — Гюнер Фариз Сербест (Движение за права и свободы (ДПС)) по результатам выборов.